# Canthylidia capnoneura
Canthylidia capnoneura är en fjärilsart som beskrevs av Turner 1932. Canthylidia capnoneura ingår i släktet Canthylidia och familjen nattflyn. Inga underarter finns listade i Catalogue of Life.